# Binder Rocks
Binder Rocks är en kulle i Antarktis. Den ligger i Västantarktis. Inget land gör anspråk på området. Toppen på Binder Rocks är 1 meter över havet.
Terrängen runt Binder Rocks är platt västerut, men österut är den kuperad. Trakten är obefolkad. Det finns inga samhällen i närheten.